# Ceryx lamottei
Ceryx lamottei là một loài bướm đêm thuộc phân họ Arctiinae, họ Erebidae.